# Ито, Юки
Ю́ки И́то (яп. 伊藤 有希, 10 мая 1994 года, Симокава, Хоккайдо) — японская прыгунья с трамплина, двукратный серебряный призёр чемпионата мира в личном первенстве (2015 и 2017).

## Спортивная карьера
Лучшими результатами Юки Ито являются победа в командных смешанных соревнованиях на чемпионате мира 2013 года в Валь-ди-Фьемме и серебряная медаль в личном первенстве на нормальном трамплине на чемпионате мира 2015 года в Фалуне. Через два года на чемпионате мира 2017 года в Лахти японка повторила свой лучший результат и стала двукратной вице-чемпионкой в личном первенстве. Участвовала в Олимпийских играх 2014 года в Сочи, где заняла 7 место.